# Milesi
Milesi (în greacă Μήλεσι) este un sat din nord-estul regiunii Attica a Greciei, situat la o distanță de 30 km nord de capitala Atena. El se află între orașele Malakasa și Oropos, la o altitudine de 210 metri deasupra nivelului mării. Face parte din dema Oropos și are o populație de 425 de locuitori, potrivit recensământului din 2011.

## Istoric
În urma primei organizări teritorial-administrative a Greciei moderne, satul Milesi a fost inclus în dema Oropos. Ulterior a fost încorporat în dema Peraia, cu excepția perioadei 1840-1841 când a fost parte componentă a demei Maraton. În perioada 1912-1934 a aparținut comunității Markopoulou Oropos și din 1934 până în 2010 comunității Malakasa. Începând din 2011 satul Milesi este inclus în dema nou-extinsă Oropos.

## Relief
Terenul localității Milesi este deluros înspre sud-est și plat înspre nord-vest, având o pantă către nord. Cel mai înalt loc din vecinătate se află la o altitudine de 340 de metri deasupra nivelului mării, la 1,0 km vest de Milesi. În jurul Milésion este destul de dens populat, cu 93 de locuitori pe kilometru pătrat. Cea mai apropiată localitate majoră este Agios Stefanos, aflată la o distanță de 15,9 km sud de Milesi. În zona înconjurătoare a localității se dezvoltă în principal o pădure subtropicală joasă și adesea rară.

## Climă
Clima zonei este temperată. Temperatura medie anuală este de 16 °C. Luna cea mai caldă este iulie, când temperatura medie ajunge la 28 °C, iar luna cea mai rece este februarie, cu o temperatură medie de 6 °C. Precipitațiile medii anuale sunt de 704 milimetri. Luna cea mai ploioasă este decembrie, cu o medie de precipitații de 146 mm, iar luna cea mai uscată este iulie, cu o medie de precipitații de 5 mm.

## Demografie
Evoluția populației este evidențiată în tabelul de mai jos:
| An                   | 1928 | 1940 | 1951 | 1961 | 1971 | 1981 | 1991 | 2001 | 2011 |
| Populație (nr. loc.) | 231  | 276  | 314  | 277  | 285  | 362  | 423  | 902  | 425  |